# Junkers K 37
Junkers K 37 – szwedzki samolot wojskowy, wyprodukowany w zakładach AB Flygindustri - filii Junkersa, na bazie modelu Junkers S 36.
W odróżnieniu od Junkersa S 36 wyposażono go w mocniejsze silniki Siemens i dodano 4 karabiny maszynowe. Dodatkowo mógł przenosić do 500 kg bomb. Licencję na ten samolot kupiła Japonia, budując bombowiec Mitsubishi Ki-1.